# Curupaity
Curupaity é uma comuna da província de Santa Fé, na Argentina.